# 新莊生命紀念館
新莊生命紀念館（Xin-Zhuang Life Memorial Hall），為新北市的公立納骨塔，提倡者為當時的新莊市市長黃林玲玲，目前由新莊區公所提供服務。

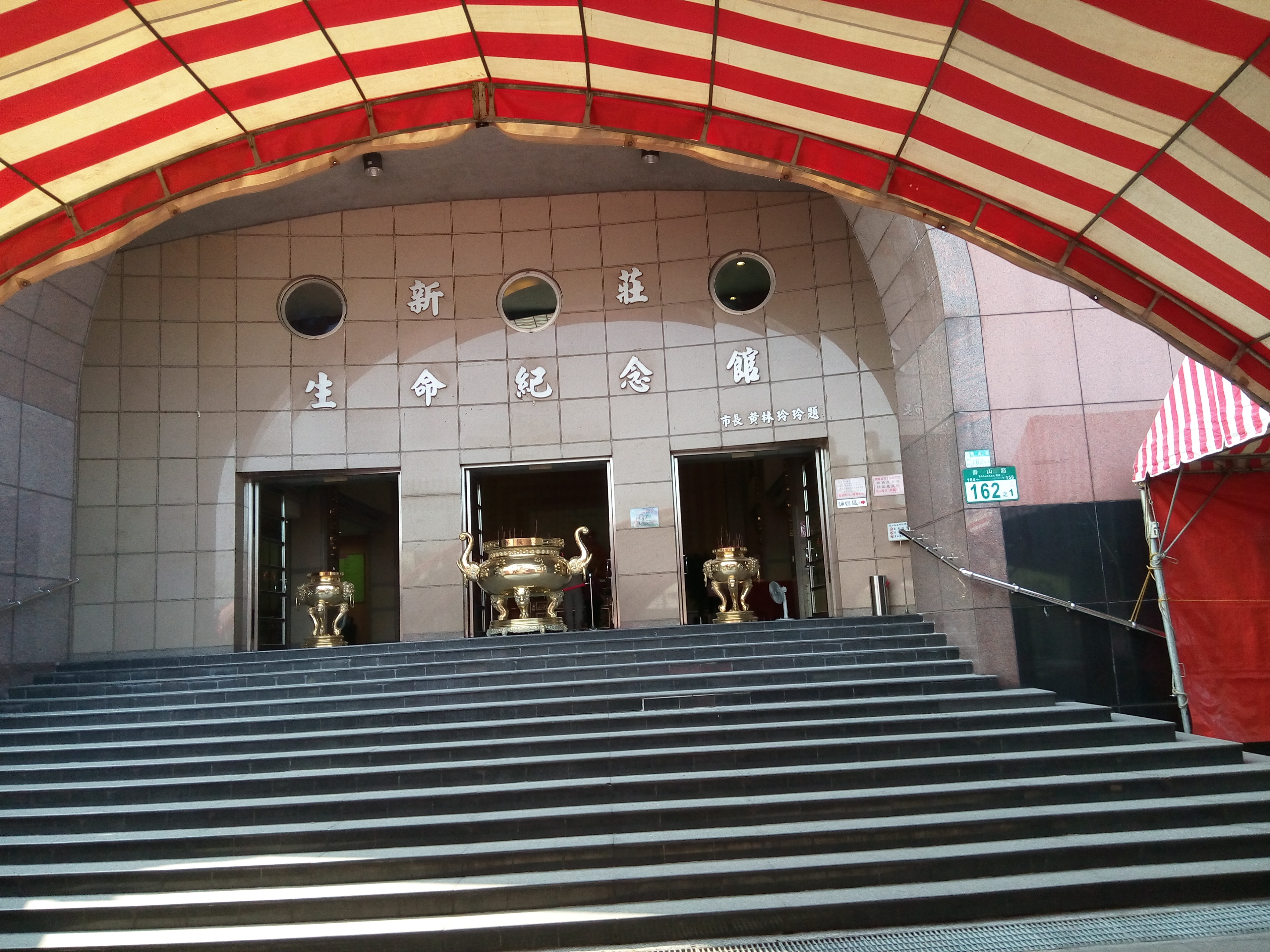
新莊生命紀念館-大門

## 簡史
原本為新莊市第一公墓，民88年起遷葬，民92年正式入土。

## 館內

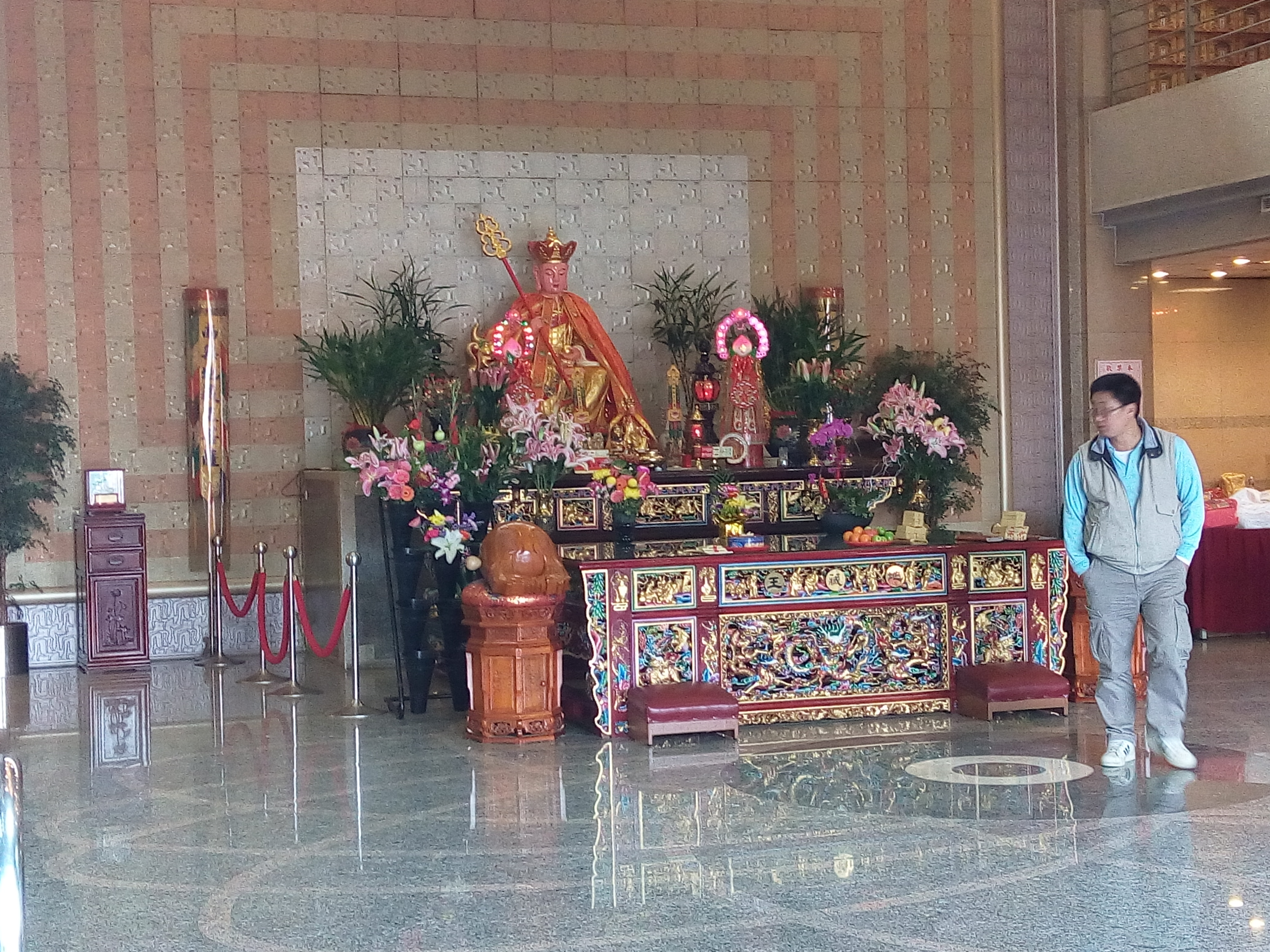
大殿地藏王菩薩
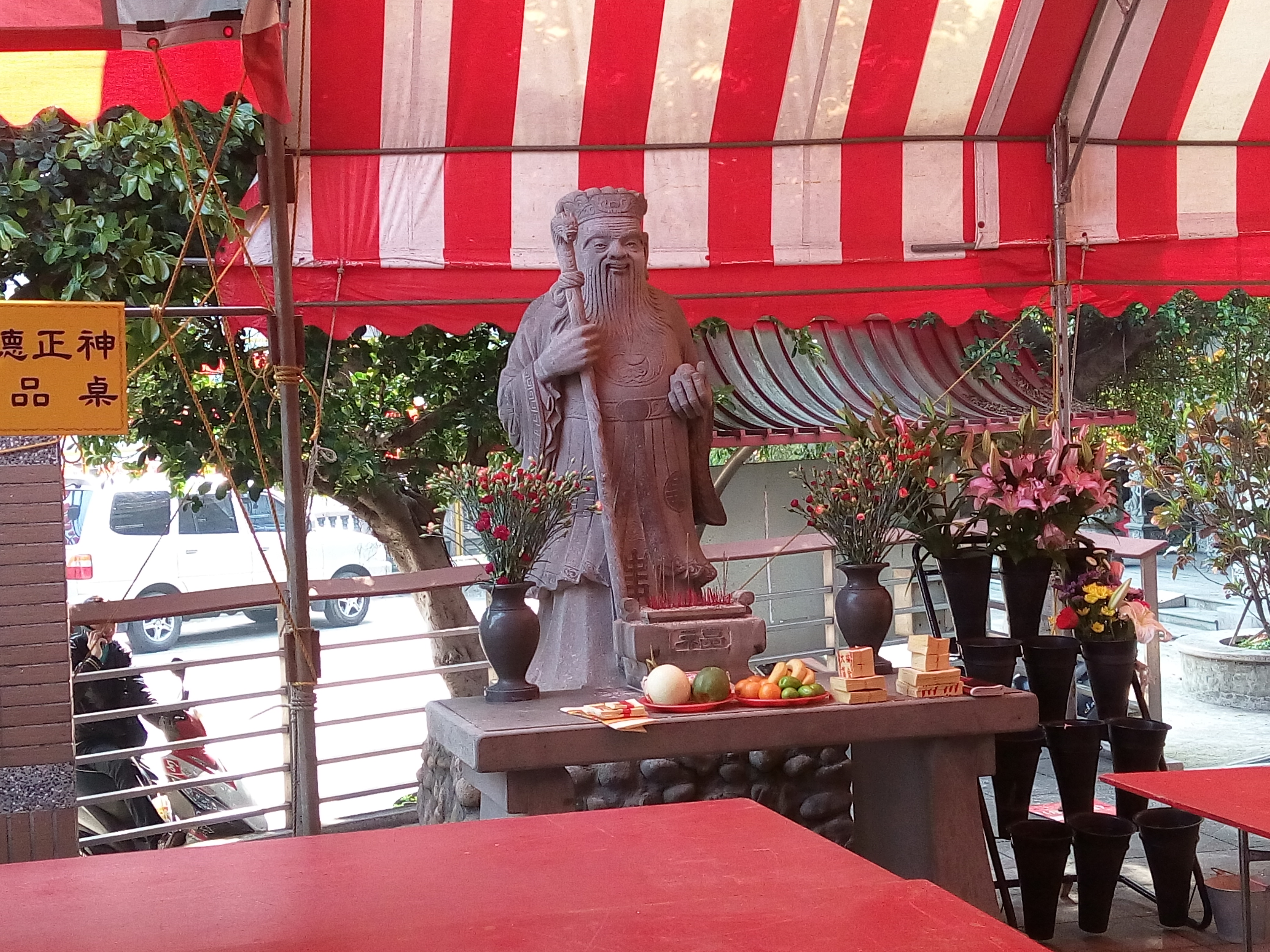
土地公

- 大殿地藏王菩薩神像。在印度的大乘佛教中，認為其為地獄的裁判者，相當於印度傳統的閻羅王。雖二者皆為佛教神像，但注重其莊嚴及溫和度，館方選定地藏王菩薩。
- 土地公。協助管理先人的神仙，為地藏王菩薩的下階。
- 眾先人牌位。為眾多先人共用之香爐。

## 樓層
為避免最忌諱的數字4，將其樓層定為3A。
同時也避免數字8。因其諧音為發。會使其他樓層有不公平感。
- 七Ａ樓：骨灰櫃、納骨櫃。
- 七　樓(孝德廳)：骨灰櫃、納骨櫃
- 六　樓(孝仁廳)：骨灰櫃、夫妻櫃。
- 五　樓(主恩廳)：骨灰櫃、夫妻櫃、神主牌位。
- 三Ａ樓(孝慈廳)：骨灰櫃、納骨櫃、夫妻櫃。
- 三　樓(孝義廳)：骨灰櫃、夫妻櫃。
- 二　樓(孝禮廳)：神主牌位、納骨櫃、骨灰櫃、夫妻櫃。
- 大　廳(孝思廳)：神主牌位、祭堂、佛像、家屬休息區、服務中心。無線網路提供。
- 一　樓(孝親廳)：納骨室。
- B1　樓：室內停車場。

## 活動
每到春季清明掃墓，秋季擇日，館方會舉行聯合公祭，金紙集中焚燒作業。

## 服務
提供線上掃墓，查詢牌位塔位狀況。

## 注意事項
搭乘電梯前往各樓層時，切勿攜帶香及香菸，以免發生意外。

## 交通路線

### 公車
搭乘636、637、638、801、802、802區、810、橘21至捷運丹鳳站，往壽山路步行15分鐘即可到達。

### 臺北捷運
新莊線丹鳳站。

## 圖片

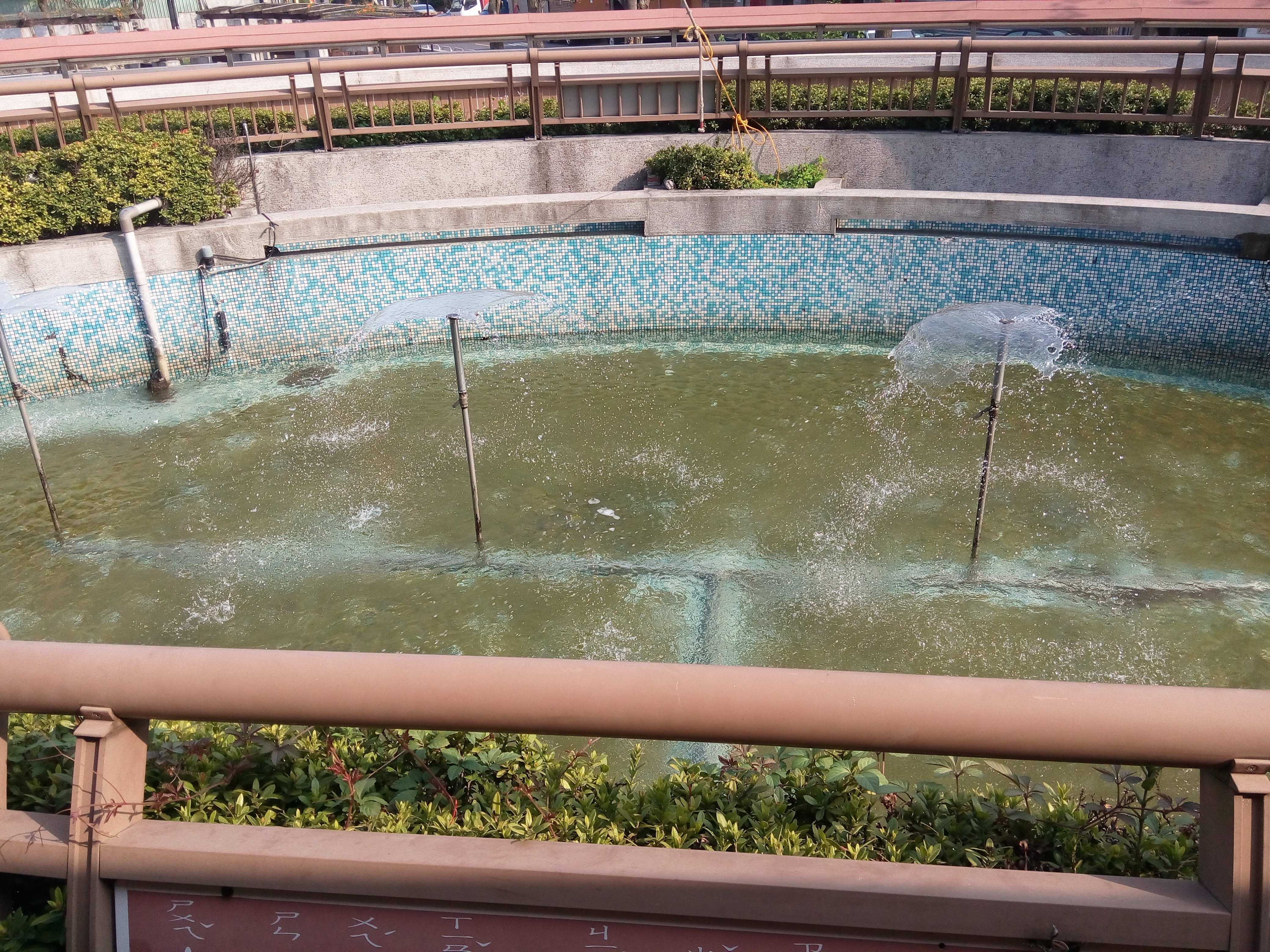
館前噴水池
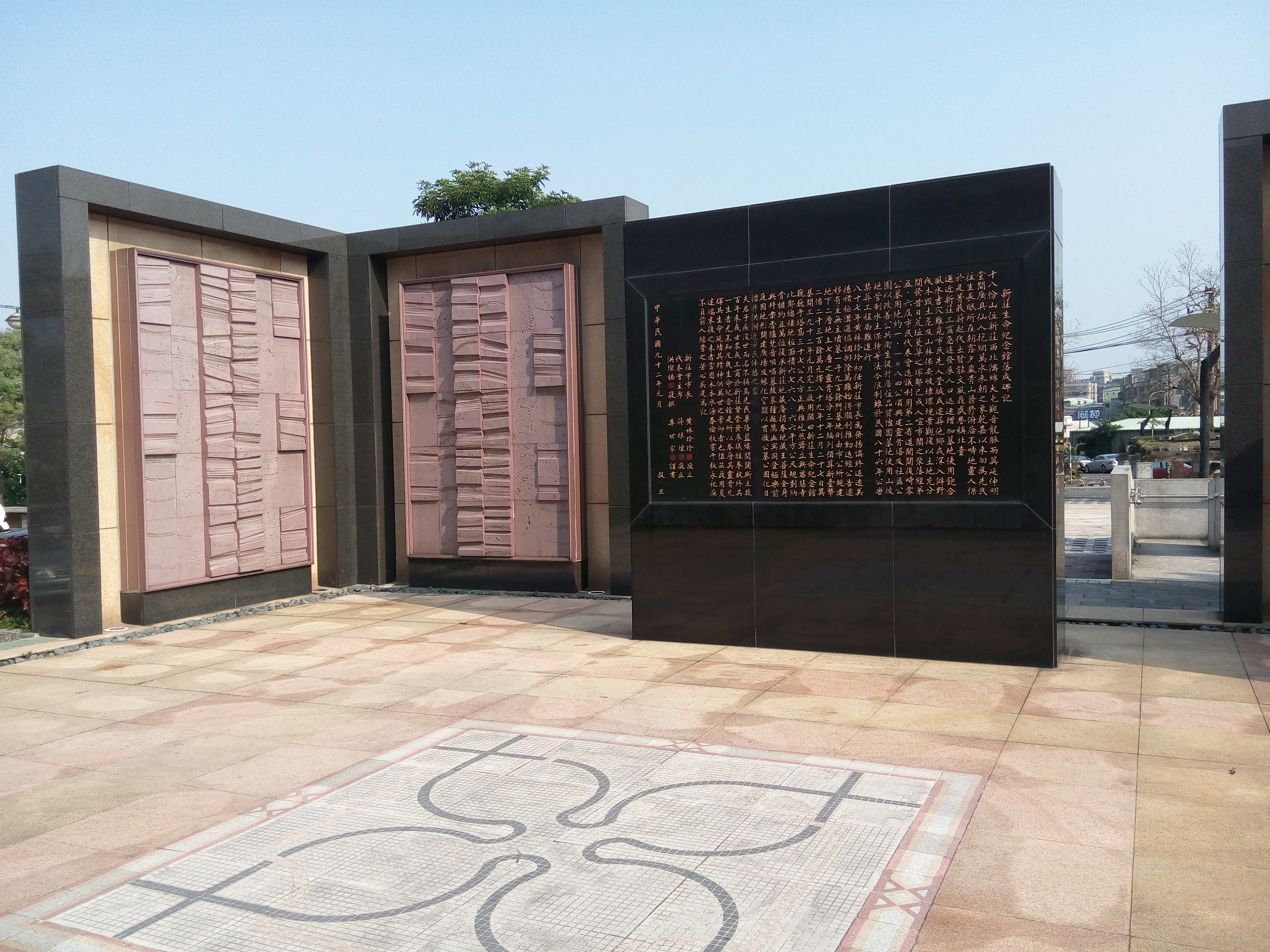
落成碑記

## 外部連結
- 新莊生命紀念館